# Isabel Posch
Isabel Christina Posch (* 28. Feber 2000 in Bregenz) ist eine österreichische Leichtathletin, die sich auf den Siebenkampf spezialisiert hat, aber auch in anderen Disziplinen an den Start geht.

## Sportliche Laufbahn
Erste internationale Erfahrungen sammelte Isabel Posch, die in Fußach in Vorarlberg aufwuchs, beim Europäischen Olympischen Jugendfestival 2015 in Tiflis, bei dem sie mit 12,51 s in der ersten Runde im 100-Meter-Lauf ausschied. Im Jahr darauf gelangte sie bei den erstmals ausgetragenen Jugendeuropameisterschaften ebendort mit 5225 Punkten im Siebenkampf auf den 18. Platz und 2018 schied sie bei den U20-Weltmeisterschaften in Tampere mit 14,33 s in der ersten Runde im 100-Meter-Hürdenlauf aus und verpasste mit der österreichischen 4-mal-100-Meter-Staffel mit 45,99 s den Finaleinzug. Im selben Jahr zog sie in die Vereinigten Staaten und studierte dort bis 2019 Biochemie an der California State University, Fresno. 2023 wurde sie bei der 3. Liga der Team-Europameisterschaft im Rahmen der Europaspiele in Chorzów in 44,18 s Erste in der 4-mal-100-Meter-Staffel. Im August belegte sie bei den World University Games in Chengdu mit 6,24 m den sechsten Platz im Weitsprung und siegte im Siebenkampf mit 6107 Punkten. Zuvor wurde sie beim Hypomeeting in Götzis mit 6021 Punkten 15. Bei den Europameisterschaften 2024 in Rom sollte Posch mim Siebenkampf sowie in der 4-mal-100-Meter-Staffel antreten. Jedoch meldete der französische Leichtathletikverband mehr Teilnehmerinnen als vorgesehen, so das Posch und die Schwedin Lovisa Karlsson ihre Startplätze verloren hätten. Nach Protesten des ÖLV sowie des schwedischen Leichtathletik-Verbands gab die European Athletic Association bekannt, dass sowohl Posch als auch Karlsson in Rom starten werden. Gemeinsam mit Magdalena Lindner, Karin Strametz und Viktoria Willhuber belegte sie in der 4-mal-100-Meter-Staffel den 12. Platz, wobei mit einer Zeit von 43,84 Sekunden ein neuer österreichischer Rekord aufgestellt wurde.
2025 wurde sie bei der 2. Liga der Team-Europameisterschaft in Maribor in 44,16 s Dritte im B-Lauf der 4-mal-100 Meter-Staffel. Anschließend schied sie bei den World University Games in Bochum mit 11,72 s im Halbfinale im 100-Meter-Lauf aus und belegte dann bei den Balkan-Meisterschaften in Volos in 11,54 s den fünften Platz. 
2023 wurde Posch Österreichische Hallenstaatsmeisterin im Weitsprung sowie im Fünfkampf.

## Persönliche Bestleistungen
- 100 Meter: 11,43 s (+0,3 m/s), 2. August 2025 in Eisenstadt
  - 60 Meter (Halle): 7,36 s, 17. Februar 2024 in Linz
- 100 m Hürden: 13,50 s (0,0 m/s), 8. Juli 2023 in Bregenz
  - 60 m Hürden (Halle): 8,55 s, 12. Februar 2023 in Linz
- Weitsprung: 6,43 m (+0,2 m/s), 28. Mai 2023 in Götzis
- Siebenkampf: 6107 Punkte, 5. August 2023 in Chengdu
  - Fünfkampf (Halle): 4136 Punkte, 12. Februar 2023 in Linz